# Griseosphinx
Griseosphinx este un gen de molii din familia Sphingidae.  

## Specii
- Griseosphinx marchandi  - Cadiou 1996
- Griseosphinx preechari - Cadiou & Kitching 1990